# Lộc Sơn (phường)
Lộc Sơn là một phường thuộc thành phố Bảo Lộc, tỉnh Lâm Đồng, Việt Nam.

## Địa lý
Phường Lộc Sơn có vị trí địa lý:
- Phía đông giáp xã Lộc Nga
- Phía tây giáp phường B'Lao
- Phía nam giáp huyện Bảo Lâm
- Phía bắc giáp phường Lộc Phát.

Phường Lộc Sơn có diện tích 12,20 km², dân số năm 2022 là 23.199 người, mật độ dân số đạt 1.901 người/km².

## Lịch sử
Ngày 11 tháng 7 năm 1994, Chính phủ ban hành Nghị định số 65-CP về việc thành lập phường Lộc Sơn trên cơ sở toàn bộ 450 hécta diện tích tự nhiên và 11.970 nhân khẩu của xã Lộc Sơn.
Ngày 8 tháng 4 năm 2010, Chính phủ ban hành Nghị quyết 19/NQ-CP về việc thành thành phố Bảo Lộc thuộc tỉnh Lâm Đồng. Phường Lộc Sơn trực thuộc thành phố Bảo Lộc.